# Distretto di Baharak (Takhar)
Il distretto di Baharak è un distretto dell'Afghanistan appartenente alla provincia del Takhar.